# Ханаан (біблійний персонаж)
Ханаа́н — син Хама, сина Ноя.

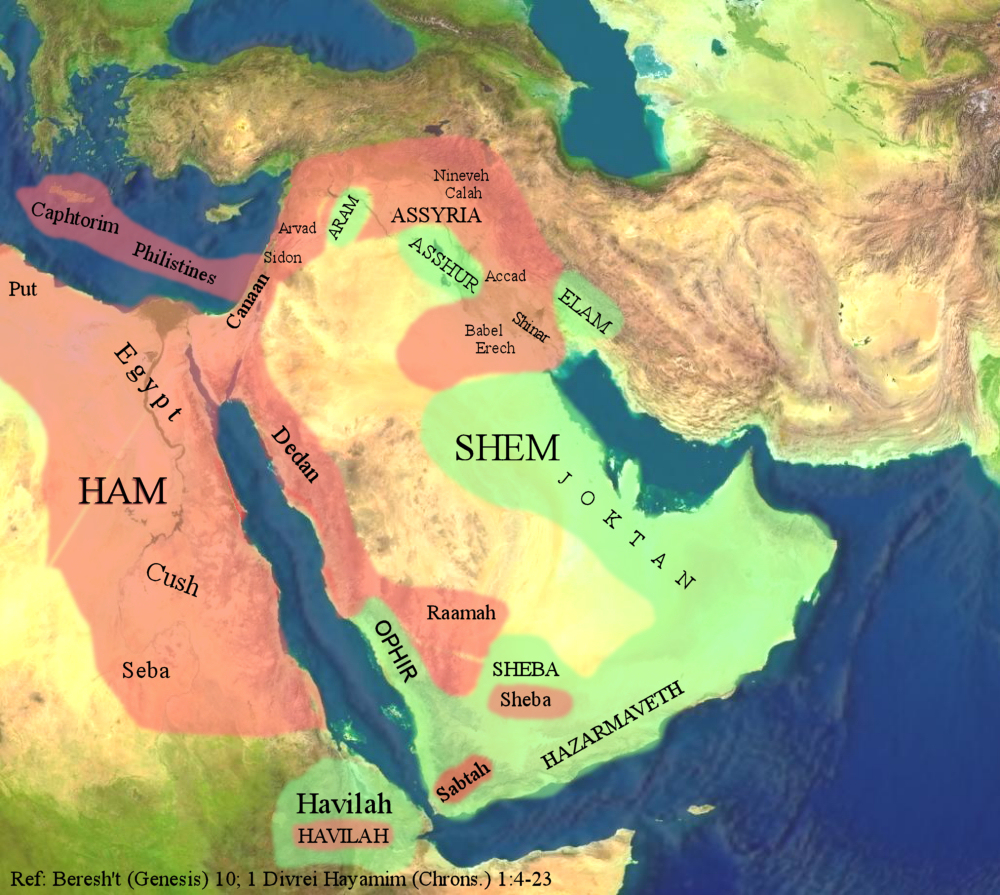
Розселення нащадків Сима й Хама за єврейським знанням.

Ханаан породив синів Сидон (перворідний Ханаанів), Хет, Евусей, Аморей, Ґірґашей, Хіввей, Аркей, Синей, Арвадей, Цемарей, Хаматей. (Буття 10:15-18)
Межі де оселилися нащадки були «від Сидону в напрямі аж до Герару, аж до Гази, в напрямі аж до Содому, і до Гомори, і до Адми, і до Цевоїму, аж до Лашу» (Буття 10:19-20).
Ця територія була називалася Ханаан. Саме Ханаан був відданий на вічну спадщину Ізраїлю, й був обіцяний ще Аврааму, що залишив свою батьківщину для того щоб заволодіти новою землею.
Після виходу Ізраїлю з Єгипту ханаанеїв мало бути знищено. Проте євреї почали укладати з ними мир, за що згодом падали у хананейські гріхи, за яких їх було засуджено Богом на знищення.
З филистимською навалою на узбережжі міста Ханаану нащадки хананеїв були зміщалися з филистимцями, що їх тепер називають палестинцями, що перейняли арабську мову у 7 сторіччі з навалою арабів.

## Прокляття Ханаана Ноєм
У Буття 9:25-27 дід Ной проклинає Ханаана за те що, йому вчинив його син Хам:
Проклятий будь Ханаан, він буде рабом рабів своїм браттям!
І сказав він: Благословенний Господь, Симів Бог, і хай Ханаан рабом буде йому!
Нехай Бог розпросторить Яфета, і нехай пробуває в наметах він Симових, і нехай Ханаан рабом буде йому!